# Фром, Матиас
Матиас Фром (дат. Mathias From; род. 16 декабря 1997, Фредериксхавн, Северная Ютландия) — датский хоккеист, нападающий.

## Карьера
Воспитанник клуба «Фредериксхавн Уайт Хоукс». В 15 лет дебютировал за его основной состав. Через год Фром переехал в Швецию, где он выступал за клуб Шведской хоккейной лиги «Рёгле». Из него он перешел в АИК. В июле 2019 года подписал контракт с клубом МОДО.
В 2016 году на Драфте НХЛ в третьем раунде был выбран клубом «Чикаго Блэкхокс»., на Драфте КХЛ в четвертом раунде был выбран клубом «Металлург (Магнитогорск)» под общим 112-м номером.

## Сборная
Матиас Фром выступал за юношеские и молодежную сборные Дании. В 2016 году юный нападающий вошел в заявку национальной команды на Чемпионат мира в России, на котором датчане дошли до четвертьфинала. Однако Фром во всех матчах оставался запасным и на турнире не сыграл. Впоследствии форвард играл за сборную в международных играх.